# 致良知
致良知（ちりょうち）は、中国の明代に王守仁（王陽明）がおこした陽明学の実践法の一つ。
人間は、生まれたときから心と体（理）は一体であり、心があとから付け加わったものではない。その心が私欲により曇っていなければ、心の本来のあり方が理と合致する。王守仁は、実践に当たって私欲により曇っていない心の本体である良知を推し進めればよいと主張した。
「良知」とは『孟子』の尽心篇の一節に基づいており、陽明は之を公孫丑篇の一節および告子篇の一節の「智」と同一のものとした。しかしながら、孟子は尽心篇において性善説に基づき良知及び良能が資質として備わっている(即ち完成させていく必要がある)としたのに対して、陽明はその良知をすでに完成しているものとし自身に備わっているとした。ただし、その「良知」自体は前述のように私欲等に曇っていない状態である事が大前提である。
『大学』にある「格物致知」という言葉に対する解釈より生じたものであり、朱熹が「知を致すは物に格（いた）るに在り」とし、万物の理を一つ一つ極めて行くことで得られる知識を発揮して物事の是非を判断するとするのに対し、王守仁は「知を致すは物を格（ただ）すに在り」として物を心の理としそれを正すことによって知す、すなわち「良知を致す」ことであると解釈した。